# قدرت و جلال (فیلم ۱۹۳۳)
قدرت و جلال (انگلیسی: The Power and the Glory) فیلمی در ژانر درام به کارگردانی ویلیام کی. هاوارد است که در سال ۱۹۳۳ منتشر شد.
از بازیگران آن می‌توان به اسپنسر تریسی، کولن مور، پت هارتیگان و رالف مورگن اشاره کرد.